# Idzham Eszuan
Idzham Eszuan (* 14. Februar 2007 in Singapur), mit vollständigen Namen Muhammad Idzham bin Eszuan Shah, ist ein singapurischer Fußballspieler.

## Karriere
Idzham Eszuan erlernte das Fußballspielen in der Jugendmannschaft der Hong Kah Secondary School. Im Juli 2020 wechselte er in die Jugendakademie des Erstligisten Lion City Sailors. Im Januar 2023 kam er in die Juniorenmannschaft des Erstligisten. Sein Erstligadebüt gab der Juniorenspieler am 24. Februar 2023 (1. Spieltag) im Heimspiel gegen Tanjong Pagar. Bei dem 3:1-Erfolg wurde er in der 97. Minute für Hafiz Nor eingewechselt.